# Єфимія
Єфимія (серб. кир.: Јефимија, сербська вимова: [jěfiːmija]; 1349–1405), світське ім’я Єлена Мрнявчевич (сербська кирилиця: Јelena Mrњnjavčevićћ, сербська вимова: [jělena mr̩̂ɲaːʋtʃeʋitɕ] або[mr̩ɲǎːʋ-] ) — сербська політична діячка, поетка, дипломатка, абатиса та протофеміністка. Вважається першою сербською поетесою: її «Плач померлого сина» та «Екоміум князя Лазаря» в каноні середньовічної сербської літератури. Входить до 100 найзнаменитіших сербів та сербок.

## Біографія
Єлена, дочка Воїхни, є трагічною фігурою сербської історії родини Мрнявчевичів.
Виховувалась при дворі батька, одного з головних офіцерів корони, який забезпечив їй належну освіту. Воїхна брав участь у юрисдикції скарбниці та був оформлений як кесар (еквівалент лорда-скарбника) і офіцер скарбниці (посада кесаря була третім вищим рангом в державі, нижче Деспота і Севастократора).
Перипетії життя Єлени, здається, служили джерелом натхнення для її літературних композицій, вигравіюваних на золотих зворотах ікон або вишитих на плащаницях і церковних завісах, а не написаних на пергаменті. Плач, суворо жіноча форма лірики, є спільним для південнослов’янських мов (сербською tužbalice), а довгі оповідні плачі тісно пов’язані з героїчними епічними піснями (напр. Плач Ярославни в «Слові о полку Ігоревім»). Літературні композиції Єфимії характеризуються використанням першої особи та вираженням конкретного й особистого смутку та тривоги замість абстракції.
Після передчасної смерті її немовляти Углеші невдовзі після смерті батька їх поховали у сербському монастирі Хіландар на горі Афон, куди жінкам був заборонений вхід. Проживаючи в місті Сере при дворі свого чоловіка деспота Йована Углеші й не маючи змоги відвідати могилу сина, Єлена вигравіювала свій плач на звороті диптиха, двопанельної ікони, яку єпископ Серський Теодосій підніс як подарунок на хрещення немовляті Углеші. Дорогоцінний витвір мистецтва, вже цінний золотом, коштовним камінням та різьбою по дереву, став безцінним після того, як на його звороті було вигравіювано плач Єлени. Краса цього лементу в його простоті та стриманості, гідній та очевидній материнській скорботі. Викарбуваний на іконах із зображенням Матері та Сина, плач Єлени за Углешем увічнив скорботу всіх матерів, які оплакують померлих дітей.

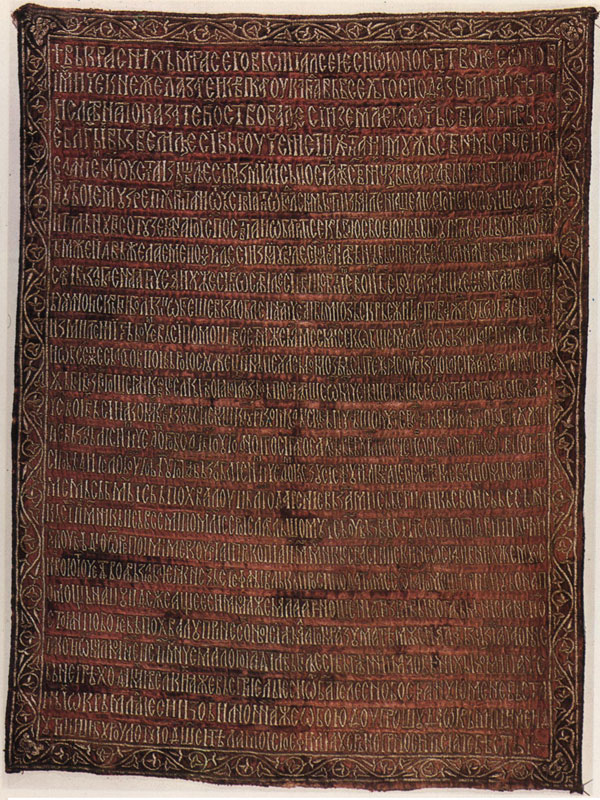
Енкомій на плащаниці князя Лазаря

У 1371 році битві при Мариці чоловік Єлени Йован Углеша з братами Вукашином і Гойком Мрнявчевичем загинули в спробі зупинити османську на Балканах. Овдовівши у 22, Єлена стала черницею і прийняла ім’я Єфимія, після чого переїхала з Сере до Крушеваць, тодішньої столиці Рашки, де прийняла гостинність двору князя Лазаря Хребеляновича та княгині Міліци Хребелянович.
При дворі Хребеляновичів Єфимія вишила завісу, яку надіслала в подарунок в афонський монастир Хіландар, де поховані її син і батько. Текст, вишитий на завісі, був поєднанням уривків із молитов Симеона Нового Богослова про Святе Причастя, Симеона Метафраста та Івана Золотоуста. Це велика, майстерно вишита та прикрашена завіса, яка досі зберігається в монастирі Хіландар.
1389 року армія Мурада I атакувала в Косовській битві, що стала для Сербії початком майже 500 років османської та габсбурзької окупації. Захисника Єфимії, її друга князя Лазара, обезголовили за наказом Баязида I. Особисту втрату Єфимія знову поєднала з національним трауром у вишитій плащаниці для труни Лазаря, де розмістила власний поетичний текст, в якому зверталася безпосередньо до святого мученика, а не до Бога. Ця плащаниця була завершена в 1402 році.
У 1405 році, незадовго до смерті, Єфимія вишила епітафію. У тексті Мати оплакує Сина.
Померла Єфимія близько 1405 року.